# 恋のQピッド
『恋のQピッド』（こいのキューピッド、原題: 老夫子2001）は、香港で2001年4月5日に公開されたコンピュータアニメーション映画。監督はハーマン・ヤウ。ツイ・ハークがプロデューサーおよび脚本を担当している。王家禧のマンファシリーズである『老夫子』を原作としている。アニメーションは万寛（メンフォンド）により制作された。CGキャラクター（漫画の主人公たち）と実写の合成がある映画。
日本では劇場未公開。2005年8月5日にジェネオンエンタテインメントよりDVD（AXDS-1081）が発売されている。

## キャスト
※括弧内は日本語吹替
- フレッド/ハワード - ニコラス・ツェー（星野貴紀）
- マンディ・チョン - セシリア・チャン（斉藤梨絵）
- ドン・カム - チャーリー・チャン（野田圭一）
- ウィリー - ウェイン・ライ
- 校長 - アルフレッド・チョン（彩乃木崇之）
- マスターQ（野沢那智）
- ポテト（青野武）
- ミスター・チュン（風間秀郎）

## スタッフ
- 監督：ハーマン・ヤウ（邱禮濤）
- 原作：ウォン・ジャ（王澤）
- 脚本：ツイ・ハーク（徐克）、ハーマン・ヤウ、リー・マンチョイ（李敏才）、ロイ・ツェト（司徒慧焯）